# Yussuf Poulsen
Yussuf Yurary Poulsen (Copenhague, 15 de junho de 1994) é um futebolista dinamarquês que atua como atacante. Atualmente, joga no Hamburgo.
Ele é filho de pai tanzaniano e mãe dinamarquesa. Defende a Seleção Dinamarquesa desde 2014.
Poulsen é o jogador com o maior número de partidas pelo Leipzig, com mais de 380 jogos disputados, e o segundo maior artilheiro da história do clube, atrás apenas de Timo Werner, tendo ultrapassado a marca de 80 gols pelo clube.

## Carreira
Yussuf Poulsen faria parte do elenco da Seleção Dinamarquesa de Futebol nas Olimpíadas de 2016, porém foi cortado. Marcou o primeiro gol da Dinamarca na Copa do Mundo 2018, contra o Peru.

## Títulos
RB Leipzig
- Copa da Alemanha: 2021-22, 2022-23
- Supercopa da Alemanha: 2023